# الطيران الأميري القطري
الطيران الأميري القطري هي شركة طيران لكبار الشخصيات التي تملكها وتشغلها حكومة قطر . وهي تدير مواثيق عالمية عند الطلب وتقدم خدماتها حصريًا إلى العائلة المالكة في قطر وموظفي الحكومة المهمين الآخرين. هي التي رسمت الغالبية العظمى من أسطولها في معيار الناقل التجاري الوطني قطر، الخطوط الجوية القطرية .
أهدى أمير قطر طائرة خاصة من طراز بوينج 747-8 إلى تركيا في سبتمبر 2018. 

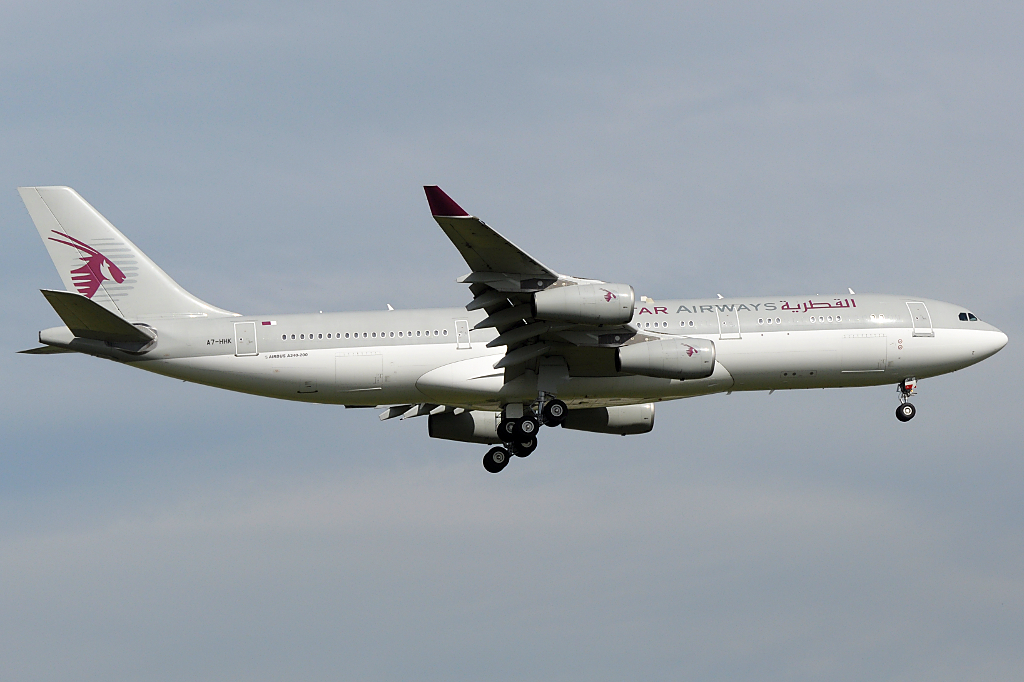
الرحلة الأميرية القطرية إيرباص A340-200 على الاقتراب النهائي من مطار زيورخ ، كسوة قديمة

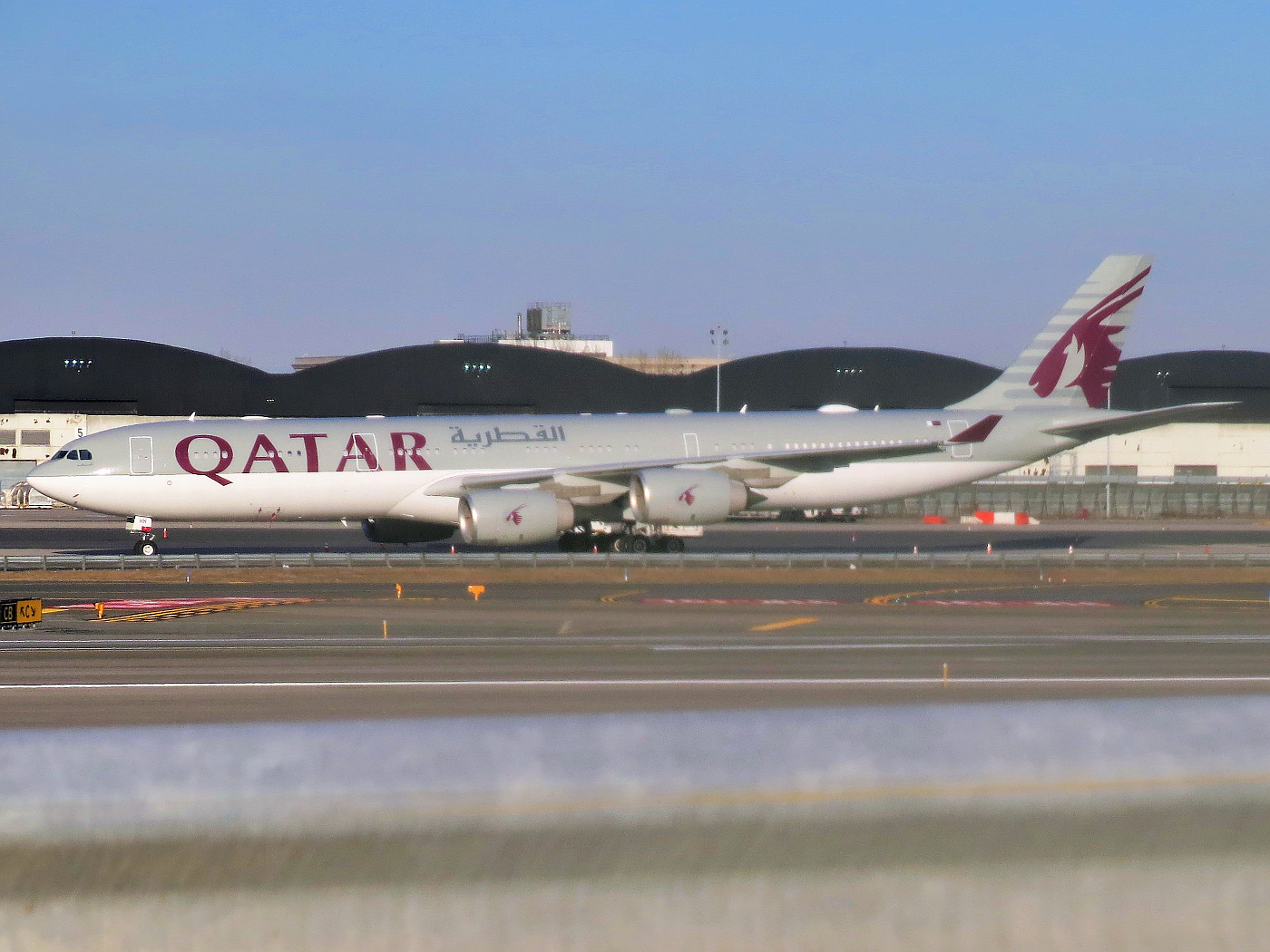
الرحلة الأميرية القطرية من طراز إيرباص A340-500 متوقفة في مطار جون كنيدي ، بزي الخطوط الجوية القطرية

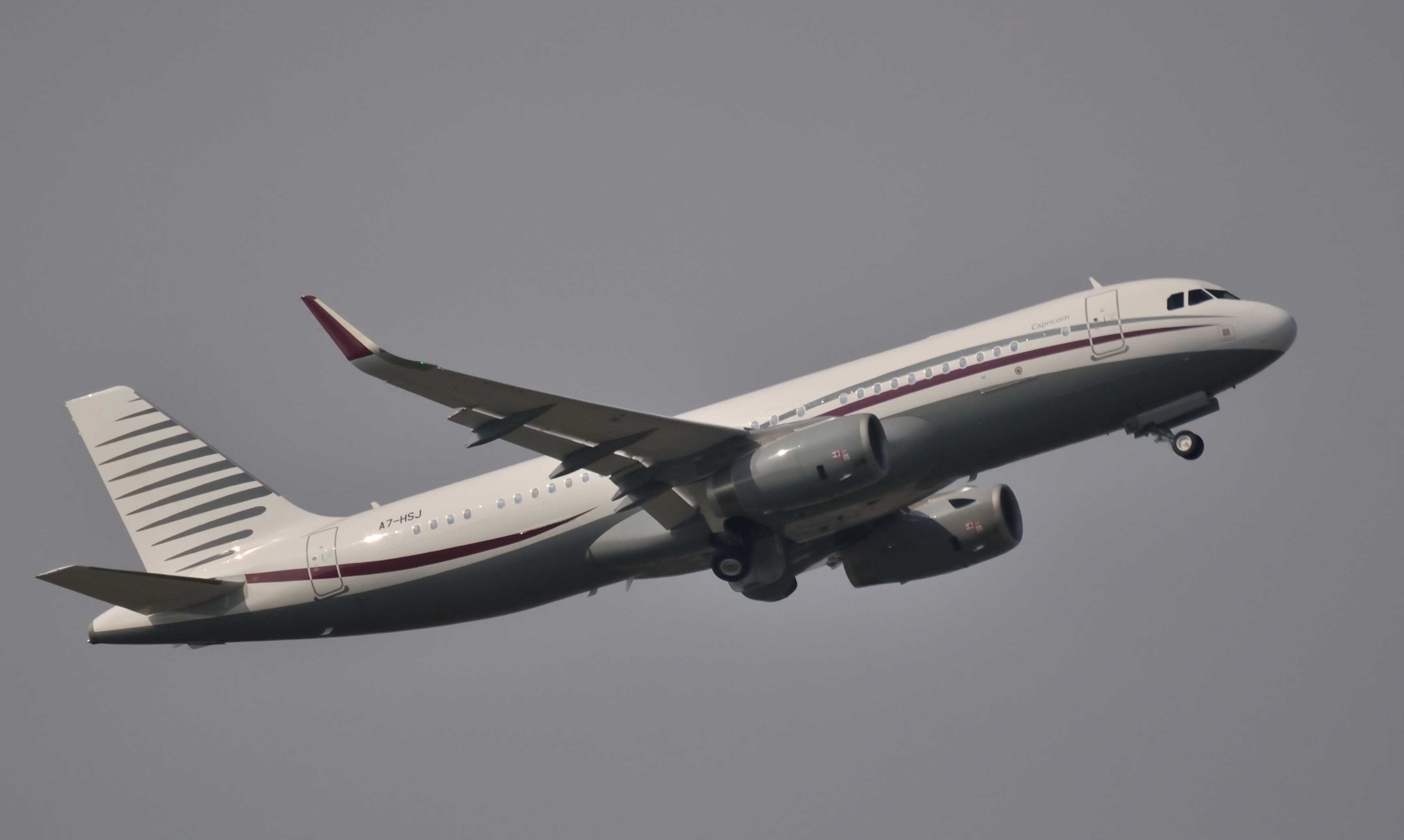
رحلة أميرية قطرية A320 ، قبل التسليم في مطار تولوز ، بأحدث كسوة

## روابط خارجية
- الموقع الرسمي